# 托尔纳迪索斯德亚维拉
托尔纳迪索斯德亚维拉，是西班牙卡斯蒂利亚-莱昂阿维拉省的一个市镇。总面积96平方公里，总人口355人（2001年），人口密度4人/平方公里。